# شهرستان برنو-میستو
ناحیهٔ برنو-تسیتی (به لاتین: Brno-City District) یک ناحیه در جمهوری چک است که در منطقه موراویای جنوبی واقع شده‌است. ناحیهٔ برنو-تسیتی ۲۳۰٫۲۲ کیلومتر مربع مساحت و ۳۶۹٬۳۰۷ نفر جمعیت دارد.